# Maple Leafs du Manitoba
Les Maple Leafs du Manitoba sont une équipe féminine professionnelle de hockey sur glace de Winnipeg, au Manitoba. L'équipe a évolué dans la Ligue féminine de hockey de l'Ouest (WWHL) pour la saison 2010-2011 puis a continué en indépendante jusqu'en 2014.
Elle joue ses matchs à domicile au Winnipeg Free Press Arena situé à Winnipeg.

## Histoire
Le 5 juin 2010, la WWHL annonce que la province du Manitoba va recevoir une équipe d'expansion pour la saison 2010-2011. Le président de l'équipe d'expansion est Bryon Stephen et Jill Mathez est nommée entraineuse en chef des Maple Leafs . En préparation de sa première saison, un camp de sélection se déroule en septembre 2010 et l'effectif de l'équipe est formé pour le début de la saison le 29 octobre face aux Whitecaps du Minnesota. Le match d'ouverture à domicile a lieu le 5 novembre et la première victoire de l'histoire des Maple Leafs le dimanche 7 novembre sur un score de 5-2 contre les Chimos d'Edmonton. Cependant les victoires sont rares pour les Maple Leafs dans cette première saison. L'équipe termine sa saison au troisième rang au classement de la ligue et ne se qualifie pas pour les séries éliminatoires.
La Ligue canadienne de hockey féminin (LCHF) annonce le 19 avril 2011, la création d'une nouvelle équipe pour la saison 2011-2012. Cette nouvelle équipe basée à Edmonton et à Calgary est une combinaison des anciennes franchises WWHL Chimos d'Edmonton et Rockies de Strathmore . Ceci a pour effet immédiat d'amputer deux clubs à la Ligue féminine de hockey de l'ouest pour la saison 2011-2012. Les Maple Leafs perdent 2 équipes rivales et doivent envisager une saison de matchs d’exhibition avec les Whitecaps du Minnesota et des équipes universitaires de la NCAA.
Après la disparition de la WWHL, les deux équipes continuent leur activité en tant qu'indépendantes, jouant des matchs contre des équipes universitaires ou des équipes de la LCHF ou l'ancienne LNHF. Si le Whitecaps intègre la nouvelle Ligue nationale féminine de hockey lors de son expansion en 2018, les Maple Leafs semblent cesser toute activité à partir de 2014.

## Bilan par saisons
| Saison    | PJ | V | VP | D  | BP | BC | Pts | Classement | Séries éliminatoires |
| --------- | -- | - | -- | -- | -- | -- | --- | ---------- | -------------------- |
| 2010-2011 | 12 | 1 | -  | 11 | 31 | 80 | 2   | Termine 3e | Non qualifié         |

## Dernier effectif connu
Les sources sont rarissimes sur l'effectif 2011-12 des Maple Leafs. La seule source officielle nous indique les noms des joueuses sans toutefois préciser leur lieu de naissance et leurs équipes précédentes. Une entrevue réalisée avec la défenseure Melissa Coulombe et l'attaquante Chantal Larocque indique que toutes les joueuses de l'équipe (lors de la saison 2010-2011) sont originaires du Manitoba et ont précédemment jouées au niveau universitaire.
| No | Nom                | Nat. | Position       | Arrivée |
| -- | ------------------ | ---- | -------------- | ------- |
|    | Melisse Kunzelman  |      | Gardien de but |         |
|    | Rachel Pigden      |      | Gardien de but |         |
|    | Carissa Scheitler  |      | Gardien de but |         |
|    | Alix Fenner        |      | Gardien de but |         |
|    | Danielle Maxwell   |      | Défenseure     |         |
|    | Nicole Chartrand   |      | Défenseure     |         |
|    | Stephanie Miller   |      | Défenseure     |         |
|    | Jackie Wiebe       |      | Défenseure     |         |
|    | Tracy Orr          |      | Défenseure     |         |
|    | Melissa Palma      |      | Défenseure     |         |
|    | Melissa Colombe    |      | Défenseure     |         |
|    | Bridgette Laquette |      | Défenseure     |         |
|    | Lisa Kissick       |      | Attaquante     |         |
|    | Jodie Holland      |      | Attaquante     |         |
|    | Carissa Swan       |      | Attaquante     |         |
|    | Collen Cairns      |      | Attaquante     |         |
|    | Melissa Jacques    |      | Attaquante     |         |
|    | Ansley Allen       |      | Attaquante     |         |
|    | Kelly Stock        |      | Attaquante     |         |
|    | Ashley King        |      | Attaquante     |         |
|    | Deena Caplette     |      | Attaquante     |         |
|    | Chantal Larocque   |      | Attaquante     |         |
|    | Janeele Wallace    |      | Attaquante     |         |
|    | Jessica Tyra       |      | Attaquante     |         |
|    | Stephanie Messner  |      | Attaquante     |         |
|    | Megan Ross         |      | Attaquante     |         |
|    | Shelly Cokerill    |      | Attaquante     |         |
|    | Haily Clarkson     |      | Attaquante     |         |
|    | Stephanie Messner  |      | Attaquante     |         |
|    | Kaitlin Drews      |      | Attaquante     |         |

### Équipe de soutien et d'entraineurs
- Directeur général : Chantal Laroque
- Entraineur-chef : Jill Mathez
- Entraineur-adjoint : Dan McGonigal

Source :